# Andrena curiosa
Andrena curiosa är en biart som först beskrevs av Morawitz 1877.  Andrena curiosa ingår i släktet sandbin, och familjen grävbin. Inga underarter finns listade i Catalogue of Life.